# Liste der Kulturdenkmale in Walda-Kleinthiemig
In der Liste der Kulturdenkmale in Walda-Kleinthiemig sind die Kulturdenkmale der Großenhainer Ortsteile Walda und Kleinthiemig verzeichnet, die bis Dezember 2020 vom Landesamt für Denkmalpflege Sachsen erfasst wurden (ohne archäologische Kulturdenkmale). Die Anmerkungen sind zu beachten.
Diese Aufzählung ist eine Teilmenge der Liste der Kulturdenkmale in Großenhain.

## Walda-Kleinthiemig
| Bild                                    | Bezeichnung | Lage                                             | Datierung | Beschreibung | ID       |
| --------------------------------------- | --- | ------------------------------------------------ | --- | --- | -------- |
| Direkt Bild zu diesem Denkmal hochladen | Grenzstein | (Gemarkung Kleinthiemig, Flurstück 33/5) (Karte) | 19. Jahrhundert | Vermessungsgeschichtliche Bedeutung. Ca. 30 cm hoher Grenzstein (Sandstein) auf Brücke, Inschrift „Gemeinde Walda / Gemeinde Kleinthiemig“. | 08958865 |
| Direkt Bild zu diesem Denkmal hochladen | Transformatorenhäuschen | Alte Dorfstraße 30 (Karte)                       | 1. Hälfte 20. Jahrhundert | Zeugnis für die Elektrifizierung des Ortes, technikgeschichtlich von Bedeutung. Quadratischer Putzbau, mit Krüppelwalmdach als Zwischendach, Biberschwanzdeckung, darüber turmartiger Aufbau verschiefert, Zeltdach, Biberschwanzdeckung, saniert. | 08958864 |
| Direkt Bild zu diesem Denkmal hochladen | Seitengebäude des ehemaligen Pfarrhofs | Baudaer Straße 4 (Karte)                         | Um 1800 | Eingeschossiger Lehmbau, Relikt der ehemaligen Hofanlage als Teil der alten Ortsstruktur, ortsgeschichtlich von Bedeutung, mit sichtbaren Balkenköpfen, Krüppelwalmdach | 08958862 |
| Weitere Bilder                          | Kirche (mit Ausstattung), Kirchhof mit Einfriedung, Kriegerdenkmal für die Gefallenen des Ersten Weltkrieges sowie Epitaph in der Kirchenwand und drei Grabmale an der Kirchhofsmauer | Baudaer Straße 4a (Karte)                        | 1220 (Kirche); Anfang 16. Jahrhundert (Figuren im Schrein); 1683 (Altaraufbau); nach 1668 (Epitaph in Kirchenwand); um 1750 (Altarkruzifix) | Barocke Saalkirche mit mächtigem Dachreiter, baugeschichtlich und ortshistorisch von Bedeutung. - Evangelische Pfarrkirche (Dehio Sachsen Bd. I, S. 840): Die malerische Saalkirche ist vermutlich mittelalterlichen Ursprungs. Das heutige Erscheinungsbild wesentlich geprägt durch den mächtigen Dachreiter von 1633 und die Ausstattung des Inneren aus derselben Zeit. Mehrfache Restaurierung des Inneren. Der Bau mit Satteldach und eingezogenem, rechteckigem, niedrigerem Chor, achtseitiger Dachreiter mit gedrungener Welscher Haube. An der Nordseite Sakristei, südliche Portalvorhalle wohl von 1633. Das Innere schlicht. Emporen mit stark profilierten Trage- und Brüstungsbalken der Zeit um 1633. Die Herrschaftsloge nördlich des Chores zweigeschossig, von derber ionischer Stuck-Pilasterarchitektur flankiert. Beachtlicher Schnitzaltar: Der Altaraufbau mit dem von toskanischen Pilastern flankierten Bild der Himmelfahrt Christi von 1683. Die Figuren im Schrein stellen eine Muttergottes, vier weibliche Heilige und die 12 Apostel dar (Anfang des 16. Jahrhunderts). Von kräftiger Charakteristik, im 17. Jahrhundert an Köpfen und Händen ergänzt. Altarkruzifix um 1750, stark beschädigt. Korpus und Engelköpfe aus Stuck. - Einfriedung des Kirchhofs: verputzte Bruchsteinmauer - Solitärbaum: Eiche auf dem Kirchhof - drei Grabmale an Kirchhofsmauer, davon zwei Metallplatten mit Inschriften: - 1. Emil Alexander Krüger, geboren 1814, gestorben 1883 - 2. Christoph Wilh. Alexand. Krüger, Rittergutsbesitzer von Schloß Walda, geboren 1839, gestorben 1884 - 3. Sandsteingrabmal, Inschrift verwittert - Epitaph: nach 1668 in Kirchwand eingelassene Sandsteintafel, Ruhestätte des Pfarrers, Inschrift verwittert - Kriegerdenkmal: zweistufiger Granitsockel, darüber roter Granitkubus mit geschweifter Bedachung und Helm mit Lorbeer, Schauseite mit Schwert und Inschrift „Treu bis in den Tod / 1914–1918“ | 08958861 |
| Direkt Bild zu diesem Denkmal hochladen | Rittergut Walda (Sachgesamtheit) | Baudaer Straße 7, 9 (Karte)                      | Nach 1866, im Kern älter (bezeichnet mit 1690)                                                                                              | Sachgesamtheit Rittergut Walda, mit folgenden Einzeldenkmalen: Herrenhaus (09300119), Gutsverwalterhaus (heute Wohnhaus), Wirtschaftsgebäude und Toranlage (08958859) sowie mit weitläufigem Schlosspark (Gartendenkmal), dieser mit noch existierender 600jähriger Eiche, nach Tornado wegen Verlust eines großen Teils der Krone jedoch abgestorben; von ortshistorischer Bedeutung. Weitläufiger Schlosspark, ein auch dazu gehörender 150-jähriger Tulpenbaum während des Tornados von 2010 zerstört. | 08958857 |
| Direkt Bild zu diesem Denkmal hochladen | Gutsverwalterhaus (heute Wohnhaus), Wirtschaftsgebäude sowie Toranlage eines ehemaligen Ritterguts (Einzeldenkmale zu ID-Nr. 08958857)                                                | Baudaer Straße 7 (Karte)                         | Bezeichnet mit 1765 (Toreinfahrt); 3. Drittel 18. Jahrhundert (Wirtschaftsgeb.); bezeichnet mit 1904 (Verwalterhaus)                        | Einzeldenkmale der Sachgesamtheit Rittergut Walda; ortshistorisch von Bedeutung. - Gutsverwalterhaus: zweigeschossiger Putzbau mit Mittelbetonung durch Uhrenturm auf Konsolen, mit Welscher Haube und Zierfachwerk, profilierte Steingewände, profiliertes Kranzgesims, Satteldach, über der Eingangstür bezeichnet mit 1904 - zwei Torsäulen: aus Sandsteinquadern mit profilierter Abdeckplatte, eine bezeichnet mit „D.I.P.F.H.S.“, die andere bezeichnet mit 1765 - Seitengebäude: Bruchsteinbau, verputzt, Rückseite Sandsteingewände, Satteldach | 08958859 |
| Direkt Bild zu diesem Denkmal hochladen | Herrenhaus eines ehemaligen Rittergutes (Einzeldenkmale zu ID-Nr. 08958857) | Baudaer Straße 9 (Karte)                         | Herrenhaus nach 1866, im Kern älter (bezeichnet mit 1690); 600jährige Eiche (Solitärbaum); 19. Jahrhundert, im Kern älter (Gutspark)        | Einzeldenkmal der Sachgesamtheit Rittergut Walda; von ortshistorischer Bedeutung, nach Brand von 1866 neu in historisierenden Formen errichtet. Zweigeschossiger Putzbau über vielgliedrigem Grundriss, ein Gebäudeteil dreigeschossig, in allen Geschossen gequaderte Sandsteinfenstergewände, profiliertes Kranzgesims, im dreigeschossigen Bereich auf Konsolen aus Sandstein, Walmdach, im Erdgeschoss zwei Rundfenster, im Erdgeschoss Fenstergewände im Schlussstein mit Masken, originale Haustür mit schmiedeeisernem Beschlagwerk (bezeichnet mit 1690). | 09300119 |
| Direkt Bild zu diesem Denkmal hochladen | Ehemalige Wassermühle (mit Turbine), mit Seitengebäude und zwei Torpfeilern (Schlossmühle Walda)                                                                                      | Mühlweg 4 (Karte)                                | Bezeichnet mit 1852 | Weitgehend original erhaltenes Mühlenensemble mit ortshistorischer Bedeutung. - Mühle: über winkligem Grundriss dreigeschossiger Bruchsteinbau, verputzt, im Winkel Siloturm mit voll abgewalmtem Dach, Biberschwanzdeckung, in allen Geschossen profilierte Sandsteingewände, eine Seite mit Tordurchfahrt, zwei Sandsteinreliefs mit figürlicher Darstellung an der äußeren Gebäudewand, als Verbindungsglied zwischen beiden Gebäudeecken Treppenaufgang mit Glockendach, Dachausbau, Walmdach, Biberschwanzdeckung - Seitengebäude: eingeschossige Bruchsteinbauten, verputzt, Sandsteinfenstergewände, Toreinfahrt - zwei große Torpfeiler: aus Sandsteinquadern, verputzt, mit mehrfach profilierten Abdeckplatten, zwei Tafeln aus Sandstein, eine bezeichnet mit „No. 8 1852“ | 08958858 |
| Direkt Bild zu diesem Denkmal hochladen | Transformatorenhäuschen | Nasseböhlaer Weg 3 (bei) (Karte)                 | 1. Hälfte 20. Jahrhundert | Zeugnis für die Elektrifizierung des Ortes, technikgeschichtlich von Bedeutung. Turmartiger Putzbau auf quadratischem Grundriss, unter Traufe je drei Fenster, Zeltdach, Biberschwanzdeckung, saniert. | 08958863 |
| Direkt Bild zu diesem Denkmal hochladen | Ehemalige Waldaer Schule mit Nebengebäude und Einfriedung | Ringstraße 4 (Karte)                             | 1904 | Weitgehend original erhaltener gründerzeitlicher Schulbau mit ortshistorischer Bedeutung. - Schule: Polygonsockel, Gurtband, darüber zweigeschossiger Putzbau mit flachem Mittelrisalit, der in Neorenaissance-Volutengiebel mündet, mittiger Eingangsbereich, im Obergeschoss des Risalits Doppelfenster mit Dreiecksgiebelbedachung, im Giebeldreieck florales Ornament, profilierte Steingewände, im Erdgeschoss Segmentbogengewände mit Schlussstein, im Obergeschoss gerader Fensterabschluss mit Dreiecksgiebelbedachung, profiliertes Gurt- und Kranzgesims, rechts und links des Mittelrisalits sowie an beiden Gebäudeenden über Traufgesims Sandsteinpfeiler mit Kugelbekrönungen, zwei Schleppgaupen, originale Tür, Satteldach, Biberschwanzdeckung - originale Einfriedung: gemauerte Pfeiler mit schmiedeeisernen Zaunfeldern - Seitengebäude: eingeschossiger Putzbau mit niedrigem Polygonsockel, Segmentbogentür und -fenster, Satteldach mit Belüftungshaube | 08958860 |

## Tabellenlegende
- Bild: Bild des Kulturdenkmals, ggf. zusätzlich mit einem Link zu weiteren Fotos des Kulturdenkmals im Medienarchiv Wikimedia Commons. Wenn man auf das Kamerasymbol klickt, können Fotos zu Kulturdenkmalen aus dieser Liste hochgeladen werden:
- Bezeichnung: Denkmalgeschützte Objekte und ggf. Bauwerksname des Kulturdenkmals
- Lage: Straßenname und Hausnummer oder Flurstücknummer des Kulturdenkmals. Die Grundsortierung der Liste erfolgt nach dieser Adresse. Der Link (Karte) führt zu verschiedenen Kartendiensten mit der Position des Kulturdenkmals. Fehlt dieser Link, wurden die Koordinaten noch nicht eingetragen. Sind diese bekannt, können sie über ein Tool mit einer Kartenansicht einfach nachgetragen werden. In dieser Kartenansicht sind Kulturdenkmale ohne Koordinaten mit einem roten bzw. orangen Marker dargestellt und können durch Verschieben auf die richtige Position in der Karte mit Koordinaten versehen werden. Kulturdenkmale ohne Bild sind an einem blauen bzw. roten Marker erkennbar.
- Datierung: Baubeginn, Fertigstellung, Datum der Erstnennung oder grobe zeitliche Einordnung entsprechend des Eintrags in der sächsischen Denkmaldatenbank
- Beschreibung: Kurzcharakteristik des Kulturdenkmals entsprechend des Eintrags in der sächsischen Denkmaldatenbank, ggf. ergänzt durch die dort nur selten veröffentlichten Erfassungstexte oder zusätzliche Informationen
- ID: Vom Landesamt für Denkmalpflege Sachsen vergebene, das Kulturdenkmal eindeutig identifizierende Objekt-Nummer. Der Link führt zum PDF-Denkmaldokument des Landesamtes für Denkmalpflege Sachsen. Bei ehemaligen Kulturdenkmalen können die Objektnummern unbekannt sein und deshalb fehlen bzw. die Links von aus der Datenbank entfernten Objektnummern ins Leere führen. Ein ggf. vorhandenes Icon  führt zu den Angaben des Kulturdenkmals bei Wikidata.